# Kaʿba

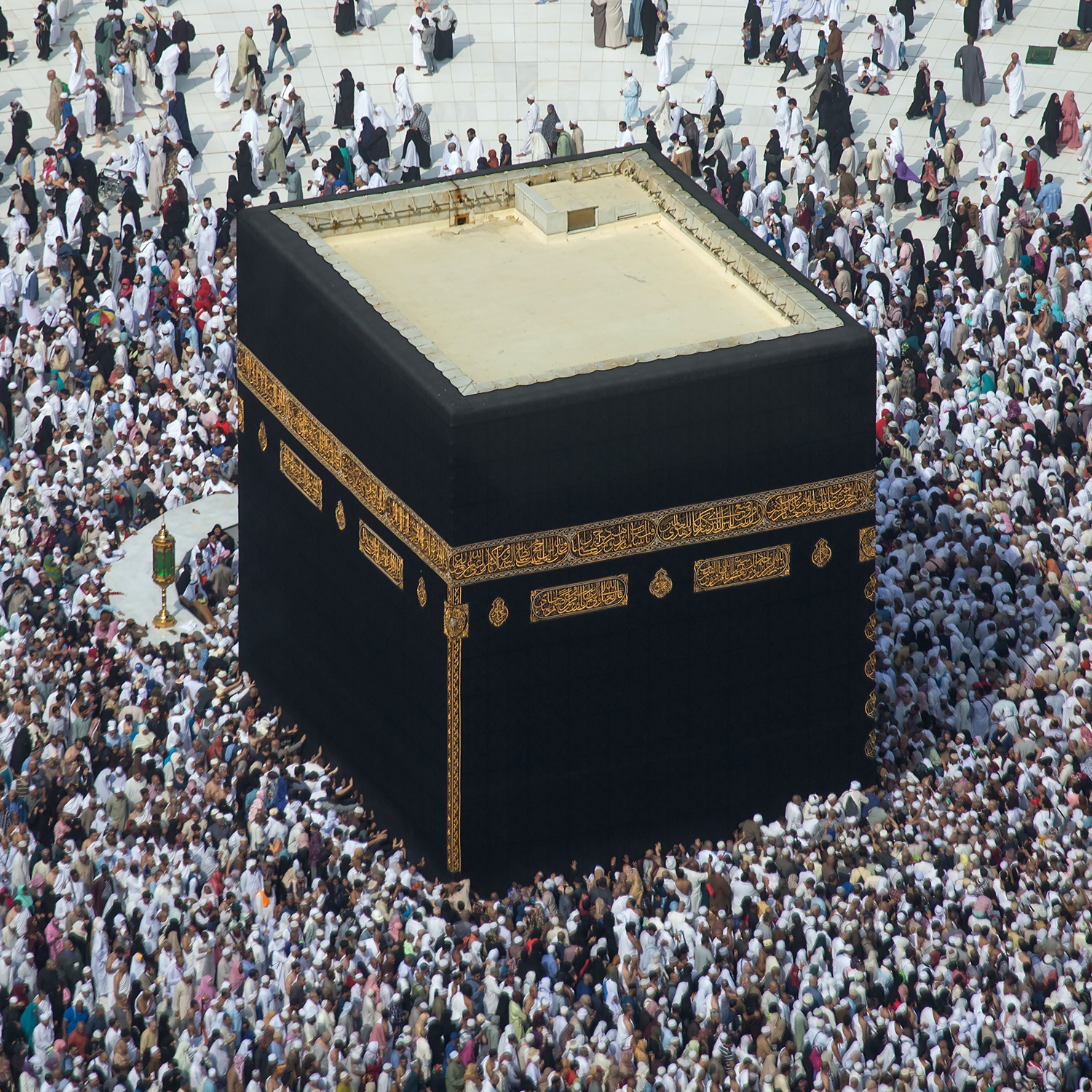
La Kaʿba, ricoperta dalla kiswa, in occasione del ḥajj.

La Kaʿba (o al-Kaʿba; in arabo كَعْبَة‎?, kaʿba, derivante dal sostantivo kaʿb, 'dado' o 'cubo'), nell'adattamento italiano Caaba o Kaaba (/kaˈaba/), è un'antica costruzione situata all'interno della Sacra Moschea, al centro della Mecca (in Arabia Saudita); rappresenta l'edificio più sacro dell'islam.

## Storia

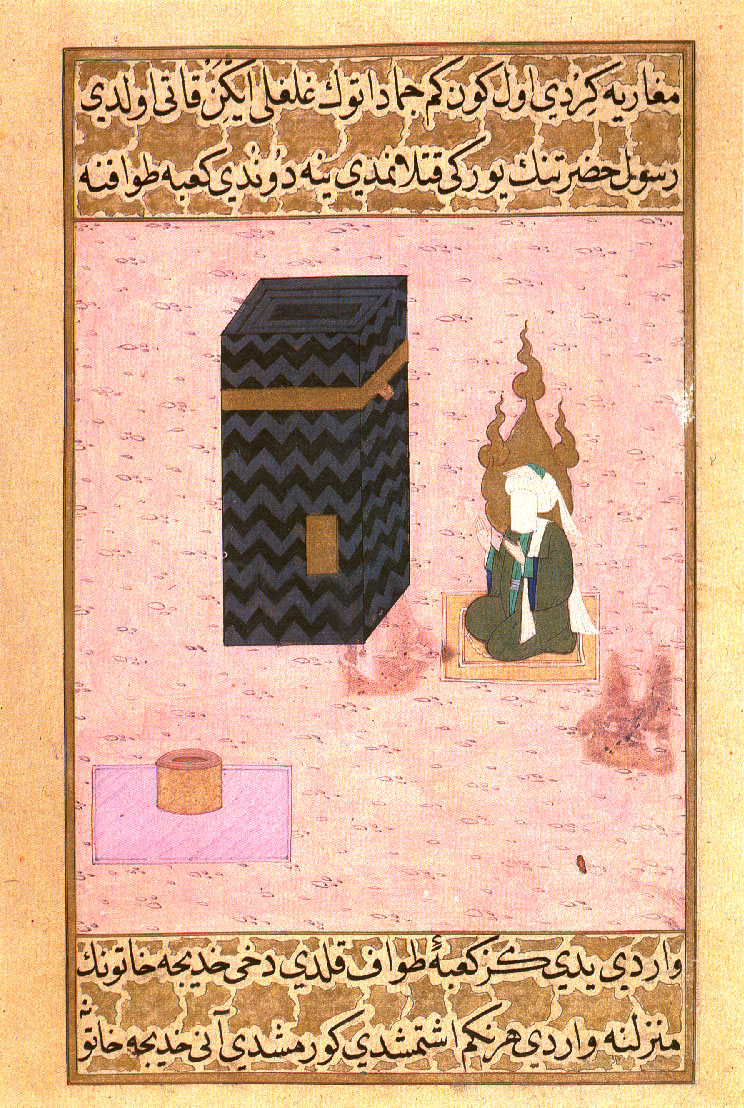
Maometto in preghiera davanti alla Kaʿba. In basso a sinistra il pozzo di Zemzem (manoscritto ottomano del 1569)

In età preislamica il termine kaʿba era attribuito a varie costruzioni simili.
Basti pensare che più avanti, nel XIV secolo, a un edificio cubico di fattura araba, sito a Naqš-e Rostam (vicino a Persepoli), sarà dato il nome di Kaʿba-ye Zardošt ('La Kaʿba di Zoroastro'): costruzione del tutto paragonabile alla Zendān-e Solaymān (parimenti araba), situata a Pasargade.
La ka'ba preislamica della Mecca (nel VII secolo, un edificio più piccolo dell'attuale) era dedicata al culto della divinità maschile di Hubal; solo in seguito verrà identificata dall'Islam come il primo tempio dedicato al culto monoteistico fatto discendere da Dio direttamente dal Paradiso.
La tradizione islamica ricorda come l'edificio originario fosse stato distrutto dal diluvio universale, non prima che se ne fosse messo in salvo un pezzo, la Pietra Nera: nascosta nelle viscere di una montagna presso La Mecca ed estratta per la sua opera di riedificazione da Ibrāhīm (l'Abramo biblico), aiutato dal figlio Ismāʿīl (l'Ismaele biblico); la collocheranno all'altezza di circa un metro e mezzo dal suolo, nell'angolo di sud-est dell'edificio, dove rimarrà fin dopo la sua ricostruzione (necessaria per riparare i profondi danni subiti in un incendio successivo).

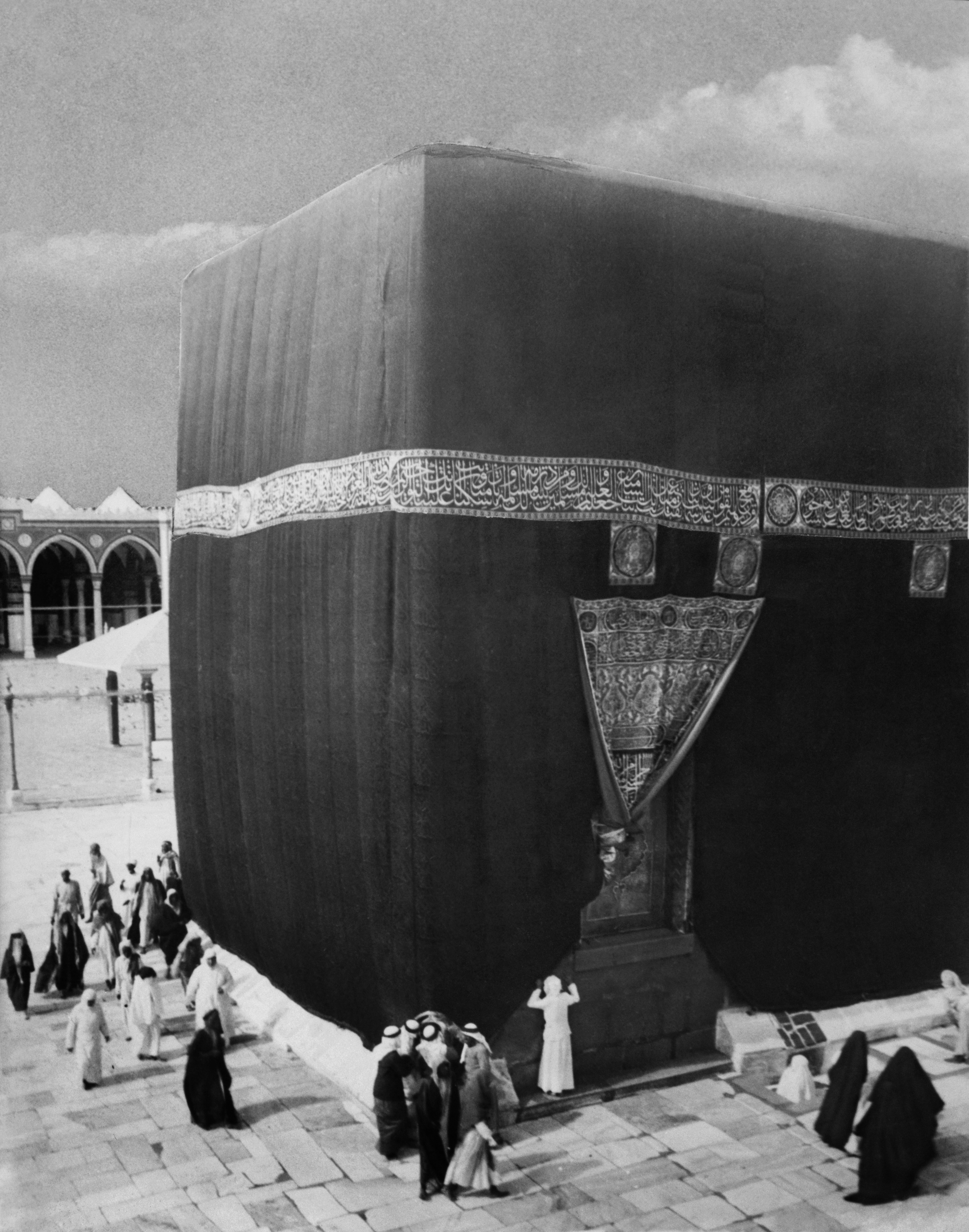
La Kaʿba nel 1910

Secondo le medesime tradizioni (le uniche a non parlare dell'edificio solo di sfuggita) in realtà i Banū Quraysh della Mecca avrebbero aperto le porte del santuario a un gran numero di altre divinità venerate in tutta l'Arabia, così da promuovere la sosta dei mercanti e richiamare altri pellegrini, traendone i relativi guadagni.
Maometto (in arabo ‎?, Muḥammad), che avrebbe partecipato da giovane a uno dei restauri della Kaʿba, conquistata la Mecca distrusse ogni idolo presente in essa; nel 630, poi, sancirà con un pellegrinaggio il rituale da seguire in futuro per l'hajj (avente proprio alla Mecca uno dei punti di preghiera collettiva più imponenti, e qualificati).

## Danneggiamenti e ricostruzioni dopo Maometto

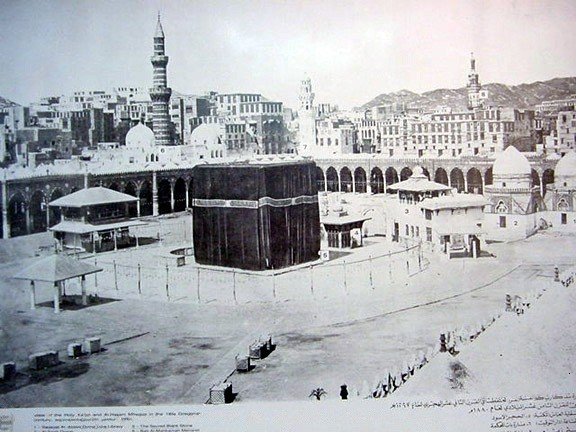
Il sito della Kaʿba nel 1880

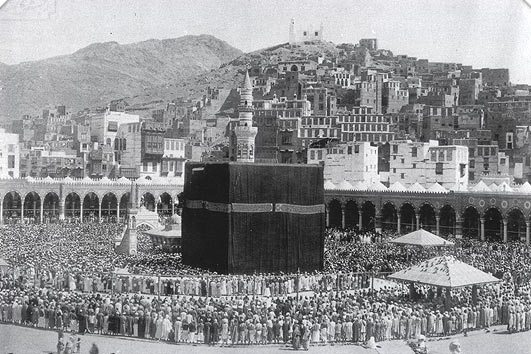
La Kaʿba nel 1907

La Kaʿba aveva subito diversi danneggiamenti e restauri già nel corso dei secoli preislamici, in cui la povertà dei materiali e delle malte portava sovente al diroccamento della struttura in occasione degli improvvisi per quanto rari rovesci di pioggia: questi gonfiavano i letti dei torrenti (uadi), scaricando poi le loro acque impetuose nell'avvallamento in cui sorgeva il santuario.
Dopo la morte di Maometto la struttura è stata danneggiata da incendi per tre volte: la prima volta, il 31 ottobre 683, l'incendio fu responsabilità delle truppe dell'anti-califfo Abd Allah ibn al-Zubayr che erano assediate a La Mecca nel corso della Seconda Fitna che si opponevano al califfo omayyade Abd al-Malik ibn Marwan.
Ibn al-Zubayr provvide alla riparazione, che non fu meramente conservativa ma ne modificò l'aspetto, così da includere il hatīm. Agì in tal modo sulla base di tradizioni secondo cui il hatīm era un residuo della fondazione della Kaʿba abramitica e che Maometto stesso aveva desiderato restaurare il tempio così da includerlo.
La Kaʿba fu bombardata con pietre nel secondo assedio della Mecca del 692, quando l'esercito califfale omayyade era comandato da al-Ḥajjāj b. Yūsuf, governatore di Kufa. La caduta della città e la morte di Ibn al-Zubayr permisero finalmente agli Omayyadi di riunificare il califfato al termine di un lungo confronto civile in cui era entrato anche al-Mukhtār. Nel 693, ʿAbd al-Malik b. Marwān rase al suolo ciò che rimaneva della Kaʿba di ʿAbd Allāh b. al-Zubayr, e la riedificò sulle fondamenta tracciate dai Quraysh. La Kaʿba tornò alla sua dimensione cubica che aveva al tempo di Maometto, anche se non tutti gli studiosi concordano su ciò.
Durante il Hajj del 930 i Carmati attaccarono Mecca, riempirono il pozzo di Zemzem con i cadaveri dei pellegrini uccisi da loro e rubarono la Pietra Nera, portandola nella regione arabica orientale di al-Hasa, in cui essa rimase finché gli Abbasidi non la riscattarono nel 952. La struttura della Kaʿba non è cambiata da allora.

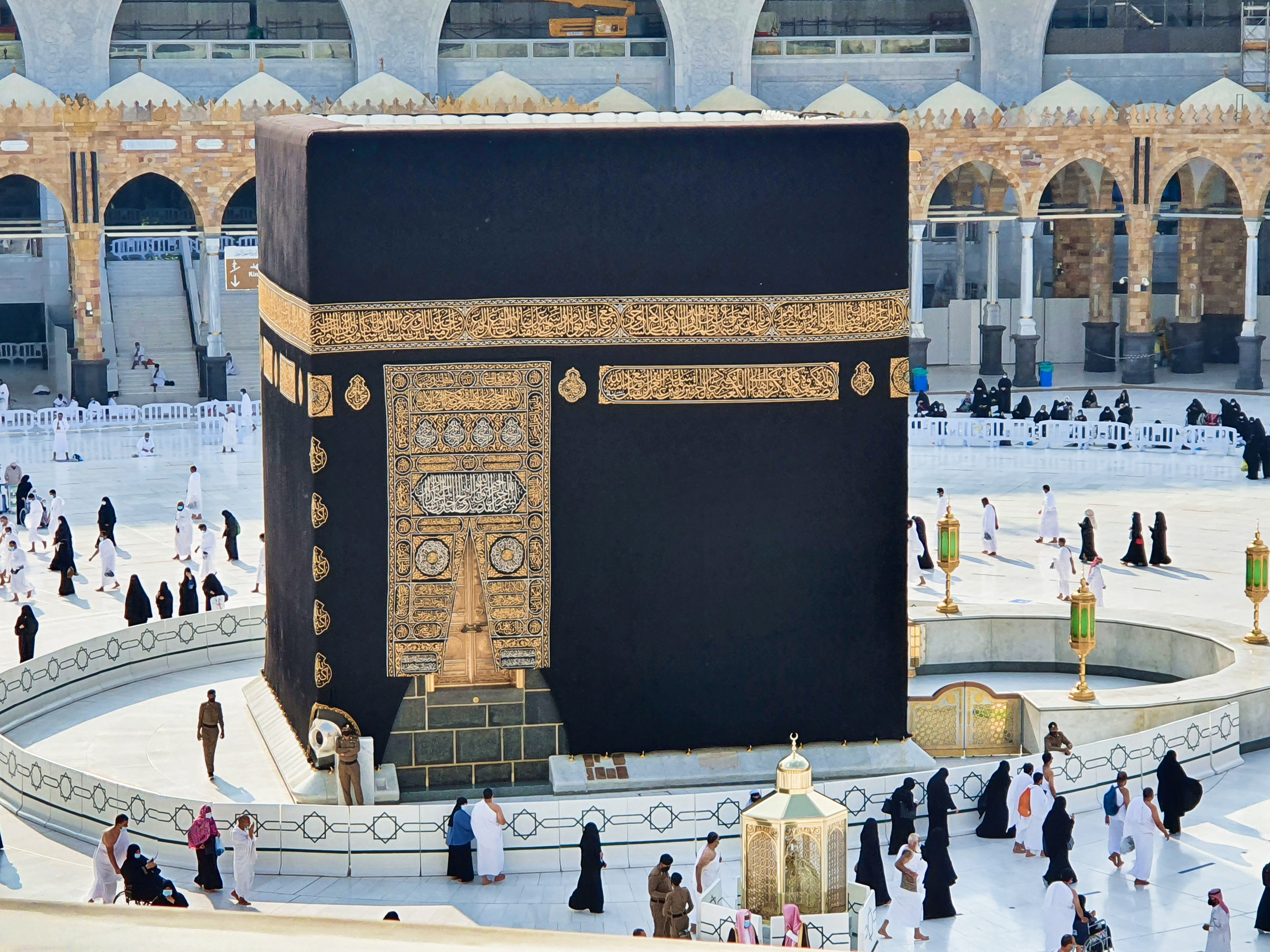
La Kaʿba a dicembre del 2020

Dopo forti precipitazioni e inondazioni del 1629, le mura della Kaʿba crollarono e il Masjid fu danneggiato. Lo stesso anno, durante il regno del Sultano ottomano Murad IV, la Kaʿba fu ricostruita con massi di granito grigio-verde della regione stessa della Mecca e il Masjid fu restaurato. L'aspetto e i massi costruttivi della Kaʿba, da allora, non sono più mutati.

## Caratteristiche

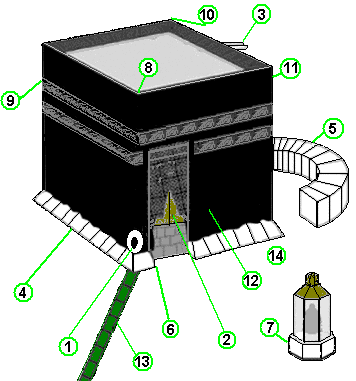
Schema della Kaʿba: (1) Pietra Nera; (2) porta della Kaʿba; (3) mizāb, gronda per l'acqua piovana; (4) base della Kaʿba; (5) al-Hatīm; (6) al-Multazam, muro posto tra l'ingresso alla Kaʿba e la Pietra Nera; (7) Maqām Ibrāhīm, ossia la Stazione di Abramo; (8) angolo della Pietra Nera; (9) angolo dello Yemen; (10) angolo della Siria; (11) angolo dell'Iraq; (12) Kiswa, telo che copre la Kaʿba; (13) striscia di marmo che segna l'inizio e la fine dei giri intorno all'edificio; (14) La stazione di Gabriele.

Pianta della Kaʿba con le dimensioni.

### Dimensioni
Misura 11,30 × 12,86 metri di lato, per un'altezza di 13,10 metri. Prima dell'avvento dell'Islam era di misure assai più contenute, con un ingresso sopraelevato e senza tetto.

### Esterno
Detta anche sommariamente "scatola nera", a causa del colore della kiswa che normalmente la ricopre, sul lato nord-est vi è la porta di accesso, difesa da inservienti e dalla speciale polizia incaricata di sovrintendere alla tranquillità dei riti religiosi impedendo l'ingresso ai fedeli più eccitati. A breve distanza dal lato nord-occidentale corre un basso muretto (hatīm) che delimita un'area interdetta al calpestìo e che si crede sia stato il luogo di sepoltura di Ismaele e della madre Hāgar. Tutta l'area circostante l'edificio (matāf) sarebbe stato il luogo di inumazione di un altissimo numero di profeti che avrebbero preceduto Maometto.
Nell'angolo est della Kaʿba è incastonata a circa un metro e mezzo di altezza la Pietra Nera, un blocco minerale nero rotondo di probabile origine meteoritica.
Il mizāb della Kaʿba è il canaletto di gronda dorato presente a circa metà del lato nord-occidentale, che sporge perpendicolarmente al muro. Permette alle acque piovane di defluire dal tetto ed è dotato di un gocciolatoio chiamato "barba del mizāb".

#### Lakiswa
L'edificio è coperto da una kiswa, un preziosissimo velario serico di colore nero, riccamente intessuto di lamine d'oro e di argento che ripropongono scritte coraniche. Tale rivestimento viene rinnovato ogni anno. La vecchia kiswa ogni anno è tagliata in pezzi che sono distribuiti ai pellegrini, che lo conservano come preziosa reliquia.

### Interno
All'interno, normalmente accessibile solo agli inservienti e alle personalità più illustri che ne hanno la custodia (attualmente la famiglia reale saudita), la Kaʿba ospita un pozzo, ormai essiccato, che in antico era chiamato al-Akhsaf o al-Akhshaf, un tempo (prima dell'arrivo dell'Islam) destinato a raccogliere il sangue delle vittime sacrificali e a conservare il tesoro della divinità, mentre 3 colonne interne, equidistanti tra loro, allineate in direzione della maggior lunghezza, sorreggono il peso del tetto.

### Direzione della Kaʿba

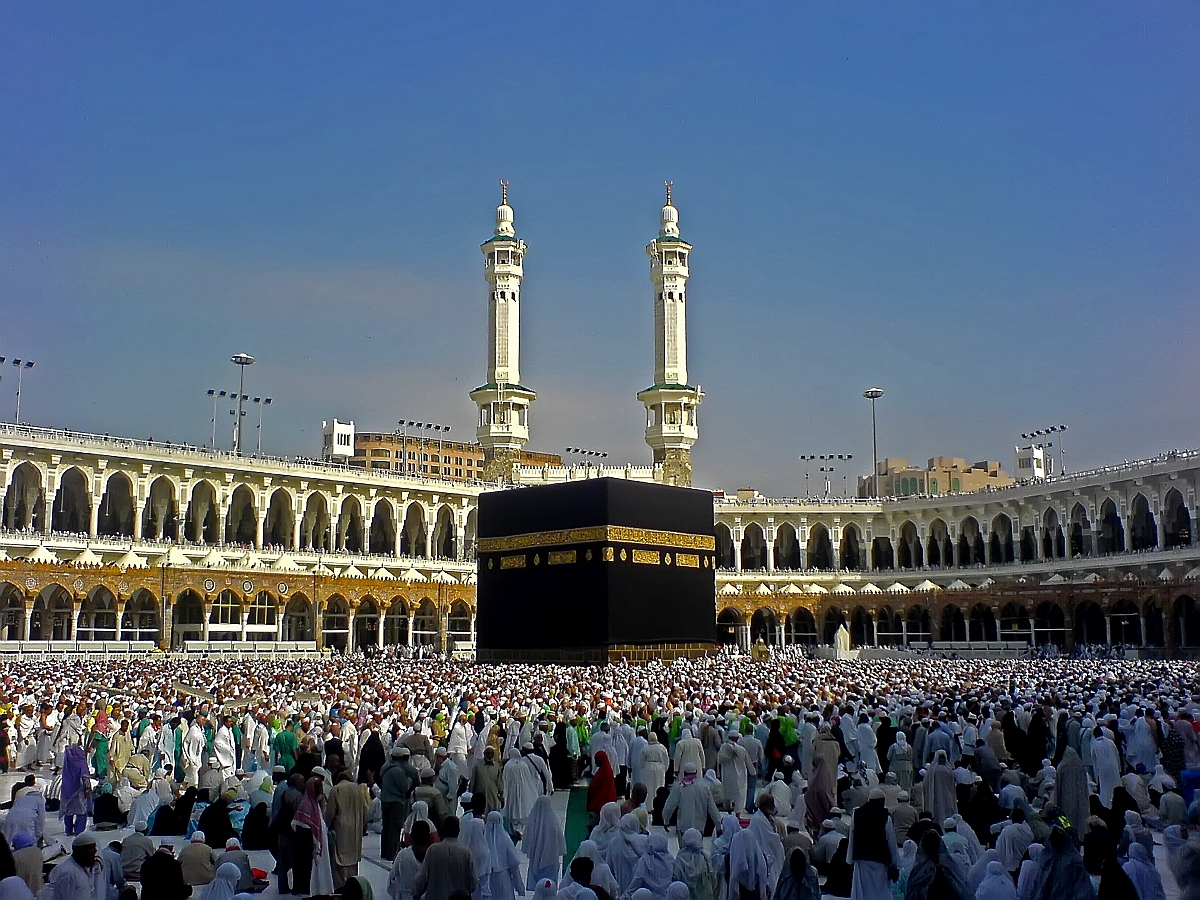
Fedeli attorno alla Kaʿba

Con il termine qibla si indica la direzione in cui si trova il santuario della Kaʿba a cui deve rivolgere il proprio viso il devoto musulmano quando sia impegnato nella Ṣalāt (preghiera). Il punto esatto, detto Qibla assoluta, verso cui andrebbe diretto il viso, è quello mediano tra la mizāb e l'angolo nord.

Questo è importante pregando idealmente, o da distanza ravvicinata.